# Mercury Morris
Eugene Edward Morris, detto Mercury (Pittsburgh, 5 gennaio 1947 – Palm Beach, 21 settembre 2024), è stato un giocatore di football americano statunitense che militò nel ruolo di running back nella National Football League (NFL) vincendo due Super Bowl coi Miami Dolphins negli anni settanta.

## Carriera professionistica

### Primi anni
Morris iniziò la sua carriera professionistica nel 1969 dopo essere stato scelto nel terzo giro del Draft e fino al 1971 fu la riserva di Jim Kiick oltre che il principale kick returner della squadra. Nel suo primo anno mantenne una media di 26,4 yard per ritorno di kickoff, guidando la AFL con 43 ritorni e 1136 yard. Nel 1970 perse alcune partite a causa di un infortunio alla gamba, ma le sue 6,8 yard per corsa furono il massimo della lega per i giocatori con almeno 50 corse.

### Anni dei Super Bowl
Nel 1971, malgrado l'insoddisfazione per il suo ruolo di halfback, contribuì a raggiungere il primo Super Bowl della storia dei Dolphins, guidando la American Football Conference (AFC) con una media di 28,2 yard per ritorno di kickoff. Quell'anno fu convocato per il suo primo Pro Bowl come kick returner, anche se fu utilizzato come running back durante la partita.
Nelle stagioni 1972 e 1973, Morris vinse due anelli nel Super Bowl VII e Super Bowl VIII, venendo convocato per il Pro Bowl in entrambe le annate. Nel 1972 condivise il ruolo di halfback con Kiick, correndo esattamente mille yard, diventando, assieme al compagno Larry Csonka, la prima coppia di giocatori della stessa squadra a superare entrambi le mille yard corse in stagione. Quell'anno guidò anche la NFL con 12 touchdown su corsa.
Nel 1973, Morris divenne l'halfback titolare, correndo 954 yard malgrado un infortunio al collo subito nel finale di stagione. La sua media di 6,4 yard a corsa fu la più alta della NFL, inoltre si classificò terzo in TD su corsa.
Anche se le statistiche di Morris nei Super Bowl non sono paragonabili a quelle del compagno Larry Csonka, fu decisivo in diverse gare di playoff in quegli anni. Nel 1972 guidò la squadra in yard corse sia nel divisional playoff contro Cleveland che nella finale della AFC contro Pittsburgh. Nel 1973 guidò Miami in yard corse nei divisional playoff contro Cincinnati con 106 yard e altre 86 le corse nella finale della AFC contro Oakland.

### Ultimi anni
Morris continuò a giocare per i Dolphins nel 1974 (guidando la squadra con 875 yard corse) e 1975, prima di disputare l'ultima stagione della carriera coi San Diego Chargers nel 1976. La sua media di 5,1 yard a corsa è la terza di tutti i tempi della storia della NFL tra i giocatori con almeno 750 tentativi, dietro solo a Randall Cunningham e Jim Brown.

## Palmarès

### Franchigia
- Super Bowl : 2

Miami Dolphins: VII, VIII
- American Football Conference Championship: 3

Miami Dolphins: 1971, 1972, 1973

### Individuale
- Convocazioni al Pro Bowl: 3

1971, 1972, 1973
- All-Pro: 1

1973
- Leader della NFL in touchdown su corsa: 1

1972

## Statistiche
| Yard corse | 4.133 |
| Media      | 5,1   |
| Touchdown  | 31    |

## Famiglia
Mercury Morris era lo zio dell'ex running back dei Washington Redskins Alfred Morris.